# The Flash (5.ª temporada)
A quinta temporada da série de televisão americana The Flash, baseada no personagem da DC Comics Barry Allen / Flash , estreou na The CW em 9 de outubro de 2018 e terá 22 episódios. A temporada segue Barry, um cientista forense com velocidade sobre-humana que luta contra criminosos, incluindo outros que também ganharam habilidades sobre-humanas, enquanto ele lida com as consequências da viagem do tempo de sua futura filha. É ambientado no Universo Arrow, compartilhando continuidade com as outras séries de televisão do universo, e é um spin-off de Arrow. A temporada foi produzida pela Berlanti Productions, Warner Bros. Television e DC Entertainment, com Andrew Kreisberg e Todd Helbing atuando como showrunners.
A temporada foi anunciada em abril de 2018 e a produção começou em julho. Grant Gustin estrela como Barry, com os principais membros do elenco, Candice Patton, Danielle Panabaker, Carlos Valdes, Tom Cavanagh e Jesse L. Martin, também retornando de temporadas anteriores, enquanto Hartley Sawyer, Danielle Nicolet e Jessica Parker Kennedy foram promovidos ao elenco principal de seus status recorrentes na quarta temporada. Eles são unidos pelo novo membro do elenco, Chris Klein. A série foi renovada para uma sexta temporada em 31 de janeiro de 2019.

## Episódios
| N.º na série | N.º na temp. | Título                                                                  | Dirigido por        | Escrito por                                                           | Exibição original       | Audiência (milhões) |
| --- | ------------ | ----------------------------------------------------------------------- | ------------------- | --------------------------------------------------------------------- | ----------------------- | ------------------- |
| 93 | 1            | "Nora" "(Nora)" (BR)                                                    | David McWhirter     | Todd Helbing & Sam Chalsen                                            | 9 de outubro de 2018    | 2,08                |
| O Time Flash encontra a filha de Barry e Iris do futuro, Nora. Enquanto Iris expressa excitação, Barry está preocupado que ela poderia alterar a linha do tempo com base em seus próprios erros com a viagem no tempo. A equipe encontra um novo metahumano, Gridlock, que é capaz de absorver energia cinética, e Barry se veste em um traje anterior desde que seu último foi destruído. Quando Barry tenta mandar Nora para casa, Wally revela que o sangue de Nora está saturado com taquions negativos, o que a impede de usar a Força da Velocidade ou o Waverider das Lendas para viajar no tempo. Barry pergunta a Nora o que acontece com ele no futuro, com Nora revelando que ele nunca volta depois de desaparecer em 2024 e que ela viajou de volta no tempo para encontrá-lo. O engarrafamento faz com que um avião caia, então Barry, Nora, Wally e Cisco se unem para pará-lo, com Nora fornecendo a Barry um traje de anel do Flash. Eles conseguem impedir a queda do avião e o pousam com segurança em um rio. Enquanto Gridlock está sendo transportado para a prisão, o veículo é atacado por um indivíduo mascarado, que diz a Gridlock que ele planeja acabar com todos os metahumanos antes de se aproximar dele com um punhal em forma de raio. |              |                                                                         |                     |                                                                       |                         |                     |
| 94 | 2            | "Blocked" "(Bloqueado)" (BR)                                            | Kim Miles           | Eric Wallace & Judalina Neira                                         | 16 de outubro de 2018   | 1.69                |
| Barry luta para treinar a exagerada Nora, que é contratada como estagiária da CSI para passar mais tempo com o pai, para o desconforto de Iris. Caitlin e Ralph tentam ajudar Cisco no rescaldo de seu rompimento com Cigana, com Cisco eventualmente aceitando que ela não é com quem ele deveria estar. Caitlin se recusa a perseguir a ideia de que seu pai ainda pode estar vivo, apesar da insistência de Ralph. Cecile começa a perder sua telepatia e se esforça para se conectar com sua filha sem poder conhecer seus pensamentos. Enquanto isso, uma nova meta chamada Block, que pode criar blocos de ar denso, rouba armas de sua antiga gangue e, enquanto tenta impedi-la, a equipe tem seu primeiro encontro com Cicada, o homem mascarado que matou Gridlock. Ele apunhala Block, mas Nora consegue afastá-la da cena. Cicada então usa sua adaga para neutralizar os poderes da equipe, bate-os severamente e quase mata Barry antes que Nora o afaste. As vibrações de Cisco com Caitlin mostram que sua mãe está envolvida com o desaparecimento de seu pai. Iris revela que ela está investigando Cicada, e a equipe descobre que Nora já sabe sobre ele. |              |                                                                         |                     |                                                                       |                         |                     |
| 95 | 3            | "The Death of Vibe" "(A Morte do Vibro)" (BR)                           | Andi Armaganian     | Jonathan Butler & Gabriel Garza                                       | 23 de outubro de 2018   | 1.87                |
| A equipe recruta Harrison Sherloque Wells para ajudá-los a pegar Cicada, que Nora revela que é imparável no futuro. Caitlin e Ralph confrontam a mãe dela, que nega a falsificação do atestado de óbito do marido. Mais tarde, eles entram em seus arquivos e encontram uma nota de suicídio do pai de Caitlin. Sherloque aponta Cicada como David Hersch, como ele estava correto 37 vezes. Como resultado da adulteração de Nora com a linha do tempo, no entanto, sua identidade na Terra-1 é diferente. Cicada ataca Joe para atrair o Vibro e quando a Cisco chega, Cicada o apunhala e quebra o braço. Barry chega, mas é facilmente derrotado. Nora causa uma explosão para parar Cicada, o que resulta na aparente morte de Cisco. No entanto, Cisco reaparece, tendo usado uma máquina de fendas para escapar. Com o público e Cicada acreditando que Vibro está morto, Sherloque concorda em ajudar a equipe. Caitlin decifra uma mensagem oculta de seu pai, Thomas, pedindo a ela para encontrá-lo. Cicada visita sua filha em coma no hospital. Nora concorda em ficar com os pais, apesar de seu relacionamento aparentemente tenso com Iris. Sherloque começa a suspeitar que Nora não está em 2018 pelas razões que ela deu. |              |                                                                         |                     |                                                                       |                         |                     |
| 96 | 4            | "News Flash" "(Notícias de Última Hora)" (BR)                           | Brent Crowell       | Kelly Wheeler & Lauren Certo                                          | 30 de outubro de 2018   | 1.75                |
| A equipe descobre artigos sobre XS, escritos por um dos ex-colegas de Iris, Spencer Young, todos publicados pouco antes de os eventos acontecerem. Iris entra em contato com Spencer, pedindo que ela se abstenha de colocar XS em seus artigos para proteger Nora. Spencer possui um telefone que lhe permite controlar as mentes das pessoas para que ela possa criar artigos para o seu blog. Nora revela que ela tem um relacionamento tenso com Iris, porque no futuro, sua mãe implantou-a com um chip de amortecimento meta que limita seus poderes. Barry e Nora vão ao estádio quando uma ameaça de bomba é denunciada, onde Spencer usa sua tecnologia para hipnotizar XS e tentar matar o Flash. Iris finalmente pára XS atirando nela com um dardo tranquilizante, permitindo a Nora recuperar sua mente e Barry prender Spencer. A equipe descobre que o telefone de Spencer e a adaga de Cicada têm meta-habilidades, criadas a partir da explosão de satélite de DeVoe, o que significa que a meta-tecnologia pode estar nas mãos de qualquer um. Mais tarde é revelado que Cicada tem super-força. |              |                                                                         |                     |                                                                       |                         |                     |
| 97 | 5            | "All Doll'd Up" "(Tudo Embonecado)" (BR)                                | Phil Chipera        | Thomas Pound & Sterling Gates                                         | 13 de novembro de 2018  | 1.73                |
| Barry e Nora vão parar dois criminosos em motocicletas, com Iris ficando frustrada quando Nora a corta. Nora revela que, no futuro, Iris está sempre incomodando-a e nunca permite que ela faça perguntas sobre seu passado. Nora vai passar algum tempo com Cecile, descobrindo mais sobre Iris com ela. Mais tarde, um novo meta chamado Rag Doll ataca um arquiteto no centro e destrói seu escritório, embora o Flash o salve. Iris e Barry tentam investigar o meta, mas ele é capturado por Rag Doll e mantido como refém em um telhado (embora o vilão não tenha conhecimento das habilidades de Barry). Ralph e Iris vão salvar Barry, com Iris pulando do prédio para remover as algemas de Barry e permitir que ele os salve. Ralph engole toda a boneca de pano antes de se tornar um airbag para pousar com segurança. Iris diz a Nora que nada está fora dos limites com ela, e as duas começam a se aproximar. Enquanto isso, Cisco e Caitlin investigam seu pai e o rastreiam até um escritório da universidade e um laboratório de química, mas não encontram nada. Cisco assume com sucesso o controle dos quatro satélites de DeVoe, que podem ser usados para tentar encontrar os esconderijos do pai de Caitlin e Cicada. |              |                                                                         |                     |                                                                       |                         |                     |
| 98 | 6            | "The Icicle Cometh" "(A Vinda do Geada)" (BR)                           | Chris Peppe         | Kristen Kim & Joshua V. Gilbert                                       | 20 de novembro de 2018  | 1.60                |
| Barry, Cisco e Caitlin encontram seu pai, Thomas, em uma instalação ártica e o levam para o STAR Labs, enquanto o restante do Time Flash continua investigando a identidade de Cicada. Depois que seu braço começa a se transformar em gelo, Thomas revela que, em sua tentativa de curar seu ALS, e tratar o gene ALS em Caitlin, os experimentos resultaram em ambos desenvolvendo poderes de gelo, embora pareça estar matando-o, então Caitlin começa a trabalhar em uma cura para salvá-lo. Thomas alega que ele nunca manifestou uma personalidade alternativa como a Nevasca, mas Cisco suspeita. Ele se teleporta de volta para o laboratório de Thomas, onde descobre que "Thomas" é na verdade uma personalidade alternativa usando enxertos de pele para posar como ele. Caitlin não acredita em Cisco até que ela percebe que o soro que ela criou pode matar o lado humano de seu pai. O alter ego do seu pai "Geada" emerge e tenta matar o Time Flash com temperaturas zero absolutas, mas Caitlin prova ser imune. Com o resto do time incapacitado, Nevasca retorna e derrota Geada. Depois que o verdadeiro Thomas se manifesta brevemente, Geada derruba Nevasca e escapa sem o soro. O Time Flash determina que os poderes de Dominic Lanse / Brainstorm causaram o desaparecimento da Nevasca e eles também descobrem o nome da filha de Cicada, Grace. |              |                                                                         |                     |                                                                       |                         |                     |
| 99 | 7            | "O Come, All Ye Thankful" "(Venham, Todos os Gratos)" (BR)              | Sarah Boyd          | Jonathan Butler & Gabriel Garza                                       | 27 de novembro de 2018  | 1.79                |
| Grace está no hospital e a Dra. Ambres impede Barry de visitá-la. Barry e Nora precisam impedir que uma estranha tempestade de raios atinja a rede elétrica da cidade. O Time Flash suspeita de Mark Mardon, embora Nora e Barry tenham encontrado sua filha distante, Joss Jackam / Weather Witch, empunhando um cetro de controle do tempo como seu pai. Barry e Nora levam Mardon a ela, a fim de fazê-la cessar, mas sem sucesso. Em vez disso, uma Joss irritada ataca um aeroporto com um tornado de raios. Barry usa a varinha de Mardon para absorver o raio de Joss e subjugá-la. O Time Flash finalmente descobre a identidade de Cicada: Orlin Dwyer. Em flashbacks, Orlin é mostrado adotando Grace após a morte de sua mãe em um ataque metahumano e enquanto se une, os destroços do satélite de DeVoe colocam Grace em coma e empalam Orlin com estilhaços que mais tarde se tornariam sua adaga. Culpando os metahumanos pelo que aconteceu, Orlin promete exterminá-los todos em nome de Grace. |              |                                                                         |                     |                                                                       |                         |                     |
| 100 | 8            | "What's Past Is Prologue" "(O Que é Passado é Prólogo)" (BR)            | Tom Cavanagh        | Todd Helbing & Lauren Certo                                           | 4 de dezembro de 2018   | 1.78                |
| Barry e Nora viajam no tempo para coletar itens necessários para parar Cicada; uma liga altamente magnética da armadura de Savitar, o transmissor Speed Force de Harry Wells e a matéria escura. Eles primeiro viajam para a batalha final do Time Flash com o Savitar. Depois que um Fantasma do Tempo aparece, Barry o distrai para que Nora possa recuperar uma parte da armadura. Em seguida, eles viajam para quando Zoom roubou a velocidade de Barry para o transmissor, que Barry obtém de Harry. Zoom descobre Barry e Nora e o persegue antes que ele seja parado pelo Fantasma do Tempo; embora isso quebre o transmissor no processo. Mesmo que ele esteja relutante, Nora convence Barry a pedir ajuda a Eobard Thawne. Apesar de alguma dificuldade inicial, Barry convence Eobard a consertar o transmissor afirmando que ele nunca chegará em casa se ele não o fizer. Finalmente, Barry e Nora viajam para a noite da explosão do acelerador de partículas. No Túnel do Tempo, Gideon redireciona parte da matéria escura através do fragmento e transmissor, e Barry revela a Nora que Thawne matou sua mãe. De volta ao presente, o Time Flash separa Cicada de sua adaga temporariamente antes que ele escape. Nora retorna a 2049 para enfrentar Eobard Thawne em Iron Heights.                                                                         |              |                                                                         |                     |                                                                       |                         |                     |
| 101 | 9            | "Elseworlds, Part 1" "(Outros Mundos, Parte 1)" (BR)                    | Kevin Tacharoen     | Eric Wallace & Sam Chalsen                                            | 9 de dezembro de 2018   | 1.83                |
| Em uma dizimada Terra-90, o Flash é visto rastejando em direção a um livro, mas um estranho misterioso o pega e usa para destruir essa realidade; embora o Flash escapa. Na Terra-1, o estranho apresenta o livro ao psiquiatra do Arkham Asylum, Dr. John Deegan, e o instrui a reescrever a realidade como achar melhor. Na manhã seguinte, sob um céu vermelho ameaçador, Oliver Queen e Barry descobrem que trocaram de vidas, com todos acreditando que são um ao outro. Quando eles procuram a ajuda do Time Flash, eles não acreditam neles e prendem Barry e Oliver. Eles usam as habilidades um do outro para escapar e convencem Iris relutante a permitir que eles fujam para a Terra-38 para recrutar a ajuda de Kara Danvers / Supergirl e seu primo, Clark Kent / Superman. De volta à Terra-1, os heróis unem forças para impedir AMAZO, um andróide que pode copiar suas habilidades. Eles param o andróide e, depois de verem uma visão do estranho com Cisco, eles percebem que devem viajar para Gotham City. Este episódio começa um crossover que continua no episódio 9 da 7ª temporada de Arrow, e se conclui no episódio 9 da 4ª temporada de Supergirl. |              |                                                                         |                     |                                                                       |                         |                     |
| 102 | 10           | "The Flash & the Furious" "(O Flash & os Furiosos)" (BR)                | David McWhirter     | Kelly Wheeler & Sterling Gates                                        | 15 de janeiro de 2019   | 1.64                |
| Nora se recusa a trabalhar com Thawne ao saber que ele matou sua avó. Cecile volta ao trabalho, assistindo ao julgamento de Joss Jackam. Barry e Nora encontram um novo vilão, Fantasma de Prata, que possui meta tecnologia que lhe permite acessar qualquer carro. Um encontro com ela e seu técnico deixa Barry em fase incontrolável, então Nora e o Time Flash ajudam Barry a entrar no canal, onde ele pode se estabilizar por 24 horas. O Fantasma liberta Joss da custódia da CCPD para que ela possa ajudá-lo a roubar um carro WayneTech em posse da A.R.G.U.S. Nora vai detê-los com a ajuda da Nevasca, mas o Fantasma usa a tecnologia do carro para evitá-los. Cisco coloca a voz de Nora no rádio, pedindo a Joss uma segunda chance e se entregando. Joss usa suas habilidades para congelar secretamente as estradas, antes de escapar com o Fantasma. Caitlin ajuda a curar as mãos de Cisco e eles concordam em tentar desenvolver uma meta cura, desde que aqueles que eles ajudam possam ter a escolha de não ter seus poderes removidos. Nora retorna ao futuro e relutantemente concorda em ajudar Thawne. Sherloque Wells ganha acesso ao Tunel do Tempo, mas descobre que os arquivos de Nora West-Allen foram deletados. |              |                                                                         |                     |                                                                       |                         |                     |
| 103 | 11           | "Seeing Red" "(Visto Vermelho)" (BR)                                    | Marcus Stokes       | Judalina Neira & Thomas Pound                                         | 22 de janeiro de 2019   | 1.88                |
| Cicada retorna, matando metahumanos de um registro de prisão fornecido por alguém dentro do CCPD. Quando Time Flash tenta pará-lo, o vilão paralisa Nora e diminui sua velocidade de cura. Uma vez que a equipe determina o padrão da Cigarra, Cecile investiga quem lhe deu a lista, enquanto o resto preenche as metas restantes. Caitlin continua trabalhando na cura metahumana, mas precisa de sangue de uma recém-criada. Sherloque descobre dois estilos diferentes de manuscrito no diário de Nora e pergunta a ela sobre isso; sob o pretexto de levá-lo ao Museu Do Flash. No entanto, Iris pega ele no ato e diz a ele para parar de investigá-la. Embora o Time Flash consiga localizar e reunir os metadados, o Cicada os encontra assim mesmo. Ralph os ajuda a escapar enquanto Flash e Nevasca o distraem; o último tirando sangue dele para Caitlin antes de parar seu punhal. Incensado com o que aconteceu com Nora, Flash quase mata Cicada antes que ela corra para detê-lo; inadvertidamente permitindo que o assassino escape. Cecile descobre o informante e o prende preso. Enquanto jantava com Iris e Nora, Barry teve a ideia de apelar para o coração de Cicada, tentando curar sua sobrinha. |              |                                                                         |                     |                                                                       |                         |                     |
| 104 | 12           | "Memorabilia" "(Memorabilia)" (BR)                                      | Rebecca Johnson     | Sam Chalsen & Kristen Kim                                             | 29 de janeiro de 2019   | 2.04                |
| A equipe planeja acordar Grace usando uma Máquina de Memória que Sherloque enviou da Terra-221. Apesar de suas instruções, no entanto, Nora entra nas memórias de Grace sozinha para evitar que os outros aprendam sobre sua aliança secreta com Thawne. Para seu horror, ela descobre que Grace estava consciente das ações de Orlin enquanto estava em estado de coma e o apóia de todo o coração em sua agenda anti-metahumana antes de ser atacada por uma versão feminina da Cigarra. Enquanto isso, Barry e Iris descobrem o que Nora fez e vão atrás dela, apenas para acabar em suas memórias do Flash Museum e atacadas pela exibição do Flash Reverso. Apesar da forte resistência, Barry e Iris conseguem escapar das memórias de Nora e salvá-la da Cigarra. Mas eles são incapazes de trazer Grace quando ela se recusa a acordar e acredita que Nora é uma mentirosa. Após uma revisão de sua aventura, Caitlin descobre que um fragmento de satélite se alojou no cérebro de Grace e criou uma barreira ao redor, o que significa que eles não podem tentar novamente. Íris estabelece o cidadão central da cidade, que Nora revela que foi originalmente fundado em 2021; o que significa que Iris está mudando o futuro. Cisco faz alguns progressos na meta cura, que Barry decide usar no Cicada.                                                         |              |                                                                         |                     |                                                                       |                         |                     |
| 105 | 13           | "Goldfaced" "(Aureado)" (BR)                                            | Alexandra LaRoche   | Jonathan Butler & Gabriel Garza                                       | 5 de fevereiro de 2019  | 1.89                |
| O Time Flash completa a cura metahumana, mas exige que o Cicada aguente o tempo suficiente para que ele entre em vigor. Ralph encontra um dispositivo capaz de fazê-lo nas mãos de um chefe do crime metahumano chamado Goldface. Apesar da hesitação de Barry, ele e Ralph se disfarçam como criminosos para recuperá-lo. Embora suspeite, Goldface decide levar os heróis para roubar uma impressora 3-D da Ivo Labs em troca do dispositivo. Mesmo que eles sejam descobertos, Barry e Ralph são capazes de parar Goldface e seus homens. Em outro lugar, Iris começa a investigar Cicada para o cidadão da cidade central e descobre onde ele mora. Ela é capaz de entrar, mas ele a vê e tenta matá-la. Depois de uma luta prolongada, ela descobre sua fraqueza; mas quando o Time Flash investiga, eles descobrem que a Cicada desapareceu. Sob ordens de Thawne, Nora tenta ajudar Sherloque a se apaixonar por afastá-lo dela. Apesar de um mau primeiro encontro e pouca ajuda de quatro de suas ex-esposas, Sherloque consegue amar a mulher, Renee Adler. Depois que ele descobre que ela é uma meta, no entanto, ele dedica toda a sua atenção para protegê-la da Cicada. |              |                                                                         |                     |                                                                       |                         |                     |
| 106 | 14           | "Cause and XS" "(Causa e XS)" (BR)                                      | Rachel Talalay      | Todd Helbing & Jeff Hersh                                             | 12 de fevereiro de 2019 | 1.71                |
| Barry usa a meta-cura na Força de Aceleração por uma hora para ajudar a acelerar o processo de sintetização usando taquions como catalisador, deixando Nora para trás. Em outro lugar, Cicada seqüestra Iris, mas ela consegue alertar Nora e Caitlin para sua localização. Elas chegam, mas Cicada mata a Nevasca; angustiante, Nora redefine a linha do tempo. Aqui, Cicada sequestra Ralph e, apesar de a situação ter acontecido da última vez, Ralph é morto em seu lugar. Ela repetidamente tenta novamente, mas alguém no Time Flash sempre é morto a cada vez. Antes de sua última tentativa, Cisco revela o que ela fez, então ela confessa e sai em disparada. Cisco a consola e, junto com o resto da equipe, trabalha em um novo plano para parar Cicada. Desta vez, eles fazem com que Cicada se apunhale com sua adaga, forçando-o a fugir. Barry retorna, e depois de saber o que Nora fez, avisa-a contra o tempo. Em outro lugar, Sherloque consegue decodificar o diário inteiro de Nora usando símbolos que ela revelou involuntariamente durante a reunião com a equipe. |              |                                                                         |                     |                                                                       |                         |                     |
| 107 | 15           | "King Shark vs. Gorilla Grodd" "(Tubarão-Rei vs. Gorila Grodd)" (BR)    | Stefan Pleszczynski | Eric Wallace & Lauren Certo                                           | 5 de março de 2019      | 1.67                |
| A cura metahumana está finalizada e o Time Flash decide que o Rei Tubarão seria o alvo ideal para testá-lo. A equipe viaja para A.R.G.U.S. para entrar em contato com o rei tubarão, que agressivamente ataca a equipe sob o controle da mente do Gorila Grodd. Barry reage injetando a cura no rei tubarão, transformando-o de volta em sua forma humana - Shay Lamden. De volta a S.T.A.R. Labs, Caitlin descobre que embora a cura tenha funcionado, ainda há matéria escura na glândula pituitária de Shay e seu corpo rapidamente muda de um lado para o outro entre suas formas humana e de tubarão. A esposa de Shay, da Terra-1, Tanya, está convencida por Sherloque a conversar com Shay. Mais tarde, Grodd controla a mente de Cisco e Caitlin para roubar a coroa de telepatia do Dr. Lamden para amplificar seus poderes para que ele possa controlar toda Central City. Não vendo outra opção e querendo reparar seus crimes como Rei Tubarão, Shay desiste de ser humano para ajudar o Time Flash a parar Grodd; mesmo apesar da possibilidade de nunca mais ser humano. Enquanto isso, Joe volta para casa com Cecile e treina Iris para superar Cicada, que Barry sugere que eles ofereçam a cura em vez de forçá-la a ele. |              |                                                                         |                     |                                                                       |                         |                     |
| 108 | 16           | "Failure Is an Orphan" "(A Falha é uma Órfã)" (BR)                      | Viet Nguyen         | Zack Stentz                                                           | 12 de março de 2019     | 1.55                |
| Em 2049, Thawne adverte Nora que eles têm que agir rápido para parar Cicada de uma vez por todas, porque uma nova linha do tempo está tentando abrir caminho - e trazer algo realmente grande com isso. No presente, Nora e Barry confrontam um novo metahumano, Mestre Ácido, cuja marca de queimadura foi em um artigo de jornal mostrado a Nora no futuro, o que a leva a deduzir que o confronto final com Cicada está sobre eles. Enquanto isso, Joe e Cecile interrogam a Dra. Ambres sobre trabalhar com Dwyer. Ela então revela a eles que a sobrinha de Dwyer, Grace, é metahumana agora. Barry revela isso a Dwyer, o que faz com que ele reconsidere toda a sua vingança e convence-o com sucesso a tomar a cura metahumana, trazendo a possibilidade de curar Grace. Dwyer é levado para o S.T.A.R. Labs e dada a cura, mas durante a operação a instalação é atacada por uma nova Cicada, que mata Dra. Ambres e seqüestra Dwyer. Em um esconderijo, a nova Cicada se revela como uma Grace adulta. |              |                                                                         |                     |                                                                       |                         |                     |
| 109 | 17           | "Time Bomb" "(Bomba Relógio)" (BR)                                      | Rob Greenlea        | Kristen Kim & Sterling Gates                                          | 19 de março de 2019     | 1.64                |
| Em 2049, Thawne é surpreendido pelo aparecimento de uma nova Cicada e sem outras opções, pede a Nora para revelar a relação entre eles para seu pai. A Grace adulta vem de um futuro onde metahumanos prosperam para completar o que ela acredita que ainda é a missão de seu tio. O Time Flash descobre que a nova Cicada chegou em uma Esfera do Tempo, roubada de S.T.A.R. Armazenamento dos laboratórios no futuro. Seguindo algumas pistas, incluindo um arquivo policial roubado pela nova Cicada, eles deduzem corretamente sua identidade. Grace tem como alvo Vickie Bolen, uma metahumana que acidentalmente causou uma explosão que matou seus pais, mas o Time Flash intervém. Orlin chega e tenta convencer sua sobrinha a abandonar sua vingança, o que faz com que ela o mate. Enquanto isso, Sherloque descobre que Thawne, quando ele estava posando como Dr. Wells, decifrou um código-fonte para o multiverso. Identificando Thawne como a segunda pessoa que escreveu nos diários de Nora, Sherloque expõe sua parceria na frente da equipe, e Barry prende sua filha na pipeline. |              |                                                                         |                     |                                                                       |                         |                     |
| 110 | 18           | "Godspeed" "(Godspeed)" (BR)                                            | Danielle Panabaker  | Judalina Neira & Kelly Wheeler                                        | 16 de abril de 2019     | 1.31                |
| O Time Flash le o diário de Nora e descobre que ela soube de seus poderes e relação com o Flash após encontros subseqüentes com dois velocistas: August Heart / Godspeed e Thawne. Os flashforwards mostram Nora trabalhando como cientista forense como seu pai. Depois de ser atingida por Godspeed, Nora descobre que ela tinha um chip implantado nela que bloqueava seus poderes, o que provoca uma discussão entre ela e sua mãe. Depois que Godspeed mata Lia, a melhor amiga e colega de trabalho de Nora, Thawne ajuda Nora a controlar seus novos poderes e derrotar o furioso velocista; depois disso, Thawne se torna seu mentor como fez com Barry. Com a ajuda de Thawne, Nora encontra o Tunel do Tempo, onde ela descobre que seu pai era o Flash. No presente, Íris liberta Nora, pois se culpa depois de saber do engano de seu futuro eu, mas Barry a envia de volta no seu tempo por desconfiar dela, afirmando que ele sentiria quaisquer tentativas futuras feitas por ela para viajar no tempo. Barry, em seguida, visita Thawne em Iron Heights, feliz que ele está aguardando a execução de seus crimes. |              |                                                                         |                     |                                                                       |                         |                     |
| 111 | 19           | "Snow Pack" "(Pacote de Neve)" (BR)                                     | Jeff Cassidy        | Jonathan Butler & Gabriel Garza                                       | 23 de abril de 2019     | 1.63                |
| Barry e Iris discutem por ele ter enviado Nora de volta sem consultá-la. Iris reprograma a Esfera do Tempo e viaja para 2049, onde Nora quer que Thawne a ensine a usar a Força da Velocidade Negativa para viajar no tempo sem detecção. Depois de uma tentativa frustrada, Nora e Thawne são confrontados por Iris. Em vez de ir com ela, uma Nora enfurecida entra na Força da Velocidade Negativa. Thawne admite que cometeu um erro e diz a Iris para reunir sua família. Enquanto isso, Geada rouba um criotorizador da Tannhauser Industries e sequestra Caitlin e Carla, planejando eliminar seus lados humanos. Mais tarde, Nevasca luta contra Geada, enquanto Barry salva Carla da câmara criogênica. Sem o conhecimento de todos, a câmara transforma Carla em uma meta. Antes do Geada poder matar Caitlin, Thomas Snow encontra forças para retornar à sua forma humana. Cicada, que antes sequestrou seu eu mais novo, chega e luta contra Nevasca. Thomas se sacrifica por sua filha ao pisar na frente da adaga, após isso Cicada escapa com o atomizador criogênico. Barry admite que estava errado e ele e Iris concordam em trabalhar juntos para ajudar sua filha. Em outro lugar, Nora emerge da força de velocidade negativa com olhos vermelhos brilhantes.                                                                                          |              |                                                                         |                     |                                                                       |                         |                     |
| 112 | 20           | "Gone Rogue" "(Virando Trapaceiro)" (BR)                                | Kristin Windell     | Sam Chalsen & Joshua V. Gilbert                                       | 30 de abril de 2019     | 1.37                |
| Nora planeja um assalto na McCulloch Technologies, que fabricou armas a partir dos estilhaços de satélites. Precisando de cúmplices que não serão afetados pelos amortecedores do metapower no local, ela recruta Brie Larvan, Rag Doll e a Bruxa do Tempo. Depois de passar pelos amortecedores em McCulloch, os trapaceiros viram Nora e ameaçam matar todos os funcionários, a menos que o Flash revele sua identidade. Enquanto Sherloque distrai os trapaceiros com um holograma do Flash, Barry, Iris e Joe aparecem com armas. Iris e Joe ajudam os reféns a escapar e derrubar Rag Doll, enquanto Barry e Nora se unem para desativar os amortecedores e prender os outros. Nora revela que estava tentando roubar uma arma de espelho capaz de destruir a adaga de Cicada. Ela faz as pazes com os pais e concorda em abandonar o plano de Thawne. Barry, no entanto, quer usar a arma. Enquanto isso, Caitlin e Ralph descobrem que os protótipos de cura metahumanos da Cisco foram roubados e percebem que Cicada pode transformar uma versão letal da cura com o atomizador criogênico. Em outro lugar, Cicada trabalha no atomizador criogênico, visualizando seu tio ao lado dela. |              |                                                                         |                     |                                                                       |                         |                     |
| 113 | 21           | "The Girl with the Red Lightning" "(A Garota com o Raio Vermelho)" (BR) | Stefan Pleszczynski | Judalina Neira & Thomas Pound                                         | 7 de maio de 2019       | 1.45                |
| A equipe Flash decide reunir os metahumanos de Central City na CCPD e distribuir a cura para protegê-los contra Cicada. Sherloque vai buscar Renée, mas ela recusa a cura e é enviada por a segurança na Terra dele. Nora revela que ainda está ligada à mente de Grace ao usar a Máquina de Memória e sente sua raiva através da Força de Velocidade Negativa. Ela quer olhar através dos olhos de Grace para localizá-la, mas seus pais decidem que é muito perigoso. Ralph está tentando descobrir o plano de Thawne, mas os outros estão mais interessados em parar Cicada. Depois que Cicada recolhe as peças finais de sua arma, Barry e Iris concordam em deixar Nora se conectar a ela e se expor à Força de Velocidade Negativa. Ela localiza Grace descobrindo que ela atacará a CCPD. Cicada usa a matéria escura dos metas como uma bateria para o atomizador criogênico. Enquanto os outros lutam contra Cicada, Cisco desativa o atomizador criogênico. Ralph descobre o plano de Thawne assim que Barry atira na adaga com a arma do espelho. Em 2049, o tempo de Thawne acabou e ele está prestes a ser executado. Quando ele está amarrado, é revelado que seus poderes estão sendo amortecidos pela adaga de Cicada. |              |                                                                         |                     |                                                                       |                         |                     |
| 114 | 22           | "Legacy" "(Legado)" (BR)                                                | Gregory Smith       | História por : Lauren Certo Roteiro por : Todd Helbing & Eric Wallace | 14 de maio de 2019      | 1.53                |
| Ralph salva a adaga, que a Cicada recupera antes de escapar. Depois que o plano de Thawne é explicado, Nora percebe que foi enganada por Thawne e apresenta um plano para eliminar Cicada sem destruir a adaga. A equipe rastreia Cicada até seu estado mais jovem, onde Nora entra em sua mente e, com a ajuda de Orlin, consegue convencê-la a aceitar a cura metahumana. No entanto, o fragmento na cabeça de Grace neutraliza a cura, forçando Barry a destruir a adaga com a arma do espelho, resultando no desaparecimento da Grace adulta enquanto em 2049 Thawne recupera seus poderes. A equipe inteira confronta e luta com Thawne, com Barry e Nora finalmente subjugando-o. A nova linha do tempo assustadora ameaça apagar Nora. Thawne escapa depois de revelar que a única maneira de salvar Nora é reentrar na Força de Velocidade Negativa. No entanto, Nora se recusa a se tornar como Thawne e é apagada enquanto abraça seus pais. Sherloque retorna à sua Terra enquanto Cisco toma a cura metahumana. O Capitão Singh é promovido e nomeia Joe como seu substituto, ao mesmo tempo em que revela que conhece Barry como o Flash. Barry e Iris descobrem uma mensagem de despedida de Nora. A data da crise no futuro no jornal muda de 2024 para 2019.                                                                                                 |              |                                                                         |                     |                                                                       |                         |                     |

## Elenco e personagens
| - Grant Gustin como Barry Allen / Flash - Candice Patton como Iris West - Danielle Panabaker como Caitlin Snow / Nevasca - Carlos Valdes como Cisco Ramon / Vibro - Hartley Sawyer como Ralph Dibny / Homem Elástico - Danielle Nicolet como Cecile Horton - Jessica Parker Kennedy como Nora West-Allen - Chris Klein como Orlin Dwyer / Cicada - Tom Cavanagh como Sherloque Wells e Eobard Thawne / Flash Reverso - Jesse L. Martin como Joe West | - Patrick Sabongui como David Singh - Lossen Chambers como Vanessa Ambres - Islie Hirvonen como Grace Gibbons - Sarah Carter como Grace Gibbons / Cicada II adulta - Klarc Wilson como Officer "Jonesy" Jones - Victoria Park como Kamilla Hwang |

### Convidados
- Keiynan Lonsdale como Wally West / Kid Flash[31]
- Daniel Cudmore como William Lang / Gridlock[32]
- Erin Cummings como Vanessa Jansen / Block[33]
- Marty Finochio como Bruno Moretti[34]
- Susan Walters como Carla Tannhauser[35]
- Kiana Madeira como Spencer Young[36]
- Kyle Secor como Thomas Snow / Geada[37][38]
- Troy James como Peter Merkel / Boneco de Pano[39] 
  - Phil LaMarr como a voz de Boneco de Pano[40]
- Reina Hardesty como Joslyn "Joss" Jackam / Bruxa do Tempo[41][42]
- Liam McIntyre como Mark Mardon / Mago do Tempo[41]
- LaMonica Garrett como Mar Novu / Monitor[43]
- Michelle Harrison coomo Nora Allen[44]
- John Wesley Shipp como Henry Allen and Barry Allen / Flash da Terra-90[44][43]
- Teddy Sears como Hunter Zolomon / Zoom[45] 
  - Tony Todd como a voz de Zoom[46]
- Stephen Amell como Oliver Queen / Arqueiro Verde[47]
- David Ramsey como John Diggle / Espartano[48]
- Tyler Hoechlin como Clark Kent / Superman[49]
- Melissa Benoist como Kara Danvers / Supergirl[48]
- Jeremy Davies como John Deegan[48]
- Elizabeth Tulloch como Lois Lane[50]
- Gabrielle Walsh como Raya Van Zandt / Silver Ghost[51]
- Britne Oldford como Shawna Baez / Peek-a-Boo[52]
- Kimberly Williams-Paisley como Renee Adler[53]
- Paul McGillion como Earl Cox[54][55]
- Damion Poitier como Áureo[56]
- Audrey Marie Anderson como Lyla Michaels[57]
- Zibby Allen como Tanya Lamden[58]
- Dan Payne como Shay Lamden / Tubarão Rei[58] 
  - David Hayter como a voz de Tubarão Rei[58]
- David Sobolov como a voz de Gorilla Grodd[58]
- John Gillich como Philip Master / Acid Master[59]
- Catherine Lough Haggquist como Vickie Bolen[60]
- Kathryn Gallagher como Lia[61]
- Kindall Charters como August Heart / Godspeed[62] 
  - BD Wong como a voz do Godspeed[63]
- Ese Atawo como Detetive Curtis
- Morena Baccarin como a voz de Gideon (uncredited)
- Emily Kinney como Brie Larvan / Bug-Eyed Bandit[64]

## Produção

### Desenvolvimento
Na turnê de imprensa de inverno da Television Critics Association em janeiro de 2018, o presidente da The CW, Mark Pedowitz, disse que estava "otimista" e "confiante" sobre The Flash e os outros programas do Universo Arrow que retornariam na próxima temporada, mas acrescentou que era muito cedo para anunciar qualquer coisa ainda. Em 2 de abril, The CW renovou a série para sua quinta temporada. Todd Helbing, que já havia atuado como co-showrunner nas primeiras quatro temporadas da série, emergiu como o primeiro showrunner único da série após a demissão de Andrew Kreisberg na temporada anterior.

### Roteiro
Em outubro de 2017, Kevin Smith revelou que o então produtor executivo Andrew Kreisberg já tinha planos para a próxima temporada do programa e havia contado a ele a história da quinta temporada de The Flash, o que deixou Smith muito animado e brincando, comentando: "Agora tenho que permanecer vivo mais um ano."
Na San Diego Comic-Con 2018, Todd Helbing revelou que "legado" seria um tema durante a temporada, acrescentando: "Acho que todos estão pensando sobre o que isso significa depois de partirem." Na chegada da futura filha de Barry e Iris, Nora, Grant Gustin provocou os diferentes espaços em que os personagens estariam. "[Nora] fica meio apegada a [Barry] quando ela chega e um pouco mais distante de Iris," Gustin disse. "É uma coisa estranha para Iris vê-los se unir tão facilmente ... obviamente algo aconteceu no futuro, o que preocupa Iris", acrescentou Candice Patton. A temporada também vê Barry, Ralph e Iris retornando às suas carreiras profissionais como CSI, detetive e jornalista, respectivamente. Patton observou que, "Vivemos em tempos tão precários em que não sabemos qual é a verdade ... Sinto que [os jornalistas] são super-heróis ... Espero que esse seja um conceito que trazemos para a série e elogiamos os jornalistas eles merecem."
Helbing também revelou que haverá "muitas mortes nesta temporada," e que o principal antagonista não seria um speedster pela segunda temporada consecutiva. O novo antagonista, Cicada, em vez disso possui poderes que "representam um desafio para o Time Flash com o qual eles nunca tiveram que lidar antes." Ele não é um líder de culto como nos quadrinhos, mas é retratado como um "homem comum grisalho e operário cuja família foi dilacerada por metahumanos" e que vê o aumento de metas como uma epidemia e busca exterminá-los um por um.

### Escolha do elenco
Os membros do elenco principal Grant Gustin, Candice Patton, Danielle Panabaker, Carlos Valdes e Jesse L. Martin retornam das temporadas anteriores como Barry Allen / Flash, Iris West-Allen, Caitlin Snow / Nevasca, Cisco Ramon e Joe West, respectivamente. Tom Cavanagh também voltou como regular da série, interpretando uma nova versão de seu personagem Harrison Wells, conhecido como Sherloque Wells. Cavanagh também retrata Herr Wells da Terra-12 no episódio "The Death of Vibe", Harry Wells da Terra-2 no episódio "What's Past Is Prologue", e reaparece como Eobard Thawne. A quinta temporada é a primeira a não apresentar Keiynan Lonsdale, que interpreta Wally West / Kid Flash, como regular da série desde sua introdução na segunda temporada, após a mudança do personagem para Legends of Tomorrow durante a temporada anterior e subsequente saída de Lonsdale daquela mostrar também. Ele aparece apenas na estreia da temporada. Em junho de 2018, Danielle Nicolet, Hartley Sawyer e Jessica Parker Kennedy, que reapareceram na temporada anterior como Cecile Horton, Ralph Dibny / Homem Elástico e Nora West-Allen  XS, respectivamente, foram promovidos a regulares da série na quinta temporada. Nicolet também atuou como ator convidado no final da primeira temporada e tem sido recorrente na série desde a terceira temporada. A temporada estabelece que o pseudônimo de Nora é XS, fazendo dela um amálgama de Jenni Ognats / XS da DC Comics, e a filha de Barry e Iris nos quadrinhos, Dawn Allen. Em julho, Chris Klein também se juntou ao elenco principal como Orlin Dwyer / Cicada, o principal antagonista da temporada. Sarah Carter foi escalada para interpretar a Grace Gibbons adulta, que também adota a persona Cicada.

### Roteiro
A temporada apresenta um novo traje Flash, que Todd Helbing descreveu como a "encarnação mais precisa" do traje Flash dos quadrinhos. A temporada também apresenta o "anel do Flash" de Barry dos quadrinhos. O novo traje adota cores mais brilhantes do que os trajes anteriores - que tinham conotação marrom - e, ao contrário das encarnações anteriores, não possui uma tira de queixo.

### Filmagens
A produção da temporada começou em 6 de julho de 2018, em Vancouver, Columbia Britânica, e foi concluída em 10 de abril de 2019. Danielle Panabaker fez sua estréia na direção nesta temporada. Tom Cavanagh dirigiu o oitavo episódio da temporada, que serviu como o 100º episódio da série e levou ao crossover anual. Em outubro de 2018, foi anunciado que Martin tiraria uma licença médica da série devido a uma lesão nas costas que sofreu durante o hiato. Devido à lesão de Martin, a maioria de suas cenas na primeira metade da temporada foram filmadas retratando Joe sentado. Em janeiro de 2019, foi anunciado que Martin havia retornado da licença médica e que Joe retornaria no décimo quinto episódio da temporada.

### Ligações com o Universo Arrow
Em maio de 2018, a estrela de Arrow, Stephen Amell, anunciou na CW Upfronts que o próximo crossover do Universo Arrow apresentaria a Batwoman e Gotham City. O crossover "Elseworlds" lançou uma série solo de 2019 para o personagem.
O elenco principal da temporada, bem como o produtor executivo Todd Helbing, compareceu à San Diego Comic-Con em 21 de julho de 2018 para promover a temporada. A partir de 14 de setembro de 2018, vários outdoors anunciando Ralph Dibny como um investigador particular foram vistos em Vancouver, a cidade onde o show é filmado.

## Lançamento

### Exibição
A temporada estreou na The CW nos Estados Unidos em 9 de outubro de 2018. O episódio crosover anual trocou horários com Supergirl naquela semana e foi ao ar no domingo, 9 de dezembro.

### Mídia doméstica
A temporada foi lançada em DVD e Blu-ray em 27 de agosto de 2019.

## Recepção

### Audiência
| №  | Título                            | Exibição original       | Rating/share (18–49) | Audiência (em milhões) | DVR (18–49) | Audiência em DVR (milhões) | Total (18–49) | Audiência total (em milhões) |
| -- | --------------------------------- | ----------------------- | -------------------- | ---------------------- | ----------- | -------------------------- | ------------- | ---------------------------- |
| 1  | "Nora"                            | 9 de outubro de 2018    | 0.8/3                | 2.08                   | 0.6         | 1.73                       | 1.4           | 3.80                         |
| 2  | "Blocked"                         | 16 de outubro de 2018   | 0.7/3                | 1.69                   | 0.6         | 1.57                       | 1.3           | 3.26                         |
| 3  | "The Death of Vibe"               | 23 de outubro de 2018   | 0.7/3                | 1.87                   | 0.6         | 1.52                       | 1.3           | 3.39                         |
| 4  | "News Flash"                      | 30 de outubro de 2018   | 0.7/3                | 1.75                   | 0.5         | 1.39                       | 1.2           | 3.14                         |
| 5  | "All Doll'd Up"                   | 13 de novembro de 2018  | 0.6/3                | 1.73                   | 0.7         | 1.50                       | 1.3           | 3.23                         |
| 6  | "The Icicle Cometh"               | 20 de novembro de 2018  | 0.6/3                | 1.60                   | 0.7         | 1.67                       | 1.3           | 3.27                         |
| 7  | "O Come, All Ye Thankful"         | 27 de novembro de 2018  | 0.6/3                | 1.79                   | 0.6         | 1.43                       | 1.2           | 3.22                         |
| 8  | "What's Past Is Prologue"         | 4 de dezembro de 2018   | 0.7/3                | 1.78                   | 0.6         | 1.45                       | 1.3           | 3.23                         |
| 9  | "Elseworlds, Part 1"              | 9 de dezembro de 2018   | 0.7/3                | 1.83                   | 0.7         | 1.68                       | 1.4           | 3.51                         |
| 10 | "The Flash & the Furious"         | 15 de janeiro de 2019   | 0.6/3                | 1.64                   | 0.6         | 1.65                       | 1.2           | 3.29                         |
| 11 | "Seeing Red"                      | 22 de janeiro de 2019   | 0.7/3                | 1.88                   | 0.6         | 1.53                       | 1.3           | 3.41                         |
| 12 | "Memorabilia"                     | 29 de janeiro de 2019   | 0.7/3                | 2.04                   | 0.5         | 1.32                       | 1.2           | 3.36                         |
| 13 | "Goldfaced"                       | 5 de fevereiro de 2019  | 0.7/3                | 1.89                   | 0.6         | 1.53                       | 1.3           | 3.42                         |
| 14 | "Cause and XS"                    | 12 de fevereiro de 2019 | 0.6/3                | 1.71                   | 0.5         | 1.33                       | 1.1           | 3.04                         |
| 15 | "King Shark vs. Gorilla Grodd"    | 5 de março de 2019      | 0.6/3                | 1.67                   | 0.5         | 1.42                       | 1.1           | 3.08                         |
| 16 | "Failure Is an Orphan"            | 12 de março de 2019     | 0.5/3                | 1.55                   | 0.5         | 1.27                       | 1.0           | 2.82                         |
| 17 | "Time Bomb"                       | 19 de março de 2019     | 0.5/3                | 1.64                   | 0.5         | 1.30                       | 1.0           | 2.94                         |
| 18 | "Godspeed"                        | 16 de abril de 2019     | 0.5/2                | 1.31                   | 0.5         | 1.37                       | 1.0           | 2.68                         |
| 19 | "Snow Pack"                       | 23 de abril de 2019     | 0.6/3                | 1.63                   | 0.5         | 1.21                       | 1.1           | 2.84                         |
| 20 | "Gone Rogue"                      | 30 de abril de 2019     | 0.5/3                | 1.37                   | 0.5         | 1.25                       | 1.0           | 2.62                         |
| 21 | "The Girl with the Red Lightning" | 7 de maio de 2019       | 0.5/3                | 1.45                   | 0.5         | 1.17                       | 1.0           | 2.62                         |
| 22 | "Legacy"                          | 14 de maio de 2019      | 0.6/3                | 1.53                   | 0.5         | 1.16                       | 1.1           | 2.69                         |

### Resposta Crítica
A avaliação do site Rotten Tomatoes deu para a temporada um índice de 94% de aprovação dos críticos e com uma classificação média de 7,73/10 baseado em baseado em 11 comentários. O consenso do site disse: "A quinta temporada de The Flash mantém o alto padrão do programa para visuais atraentes, vilões arrepiantes e momentos de humor bem roteirizados, mas também direciona um olhar mais focado para o papel da dinâmica familiar entre os personagens cada vez mais complexos."
Resenhando para Den of Geek, Mike Cecchini deu à estreia uma avaliação de 4,5 / 5. Ele o chamou de "um episódio genuinamente especial" e "um excelente retorno à forma para a série", nomeando-o a melhor estreia da temporada na história do programa, enquanto dirigia elogios específicos a Gustin, Kennedy e o compositor do programa, Blake Neely. Jesse Schedeen da IGN também elogiou a adição de Kennedy, mas expressou preocupação com a introdução de outro personagem speedster, "especialmente com certos personagens existentes continuando a ser tão mal servidos". Ele deu ao episódio uma classificação de 7,4 / 10, acrescentando, "de várias maneiras, as coisas parecem estar melhorando para o Flash. Infelizmente, há muitos outros lembretes de que a série tem dificuldades crônicas em lidar com seu elenco." Chanceler Agard da Entertainment Weekly e Scott Von Doviak do The A.V. Club elogiou ainda mais o desempenho de Kennedy e deu à estreia uma nota "B+" e "B", respectivamente, com Agard concluindo: "The Flash está agora em sua quinta temporada, o que significa que a história acumulada do programa é um de seus maiores pontos fortes. Estou feliz por ele estar encontrando maneiras divertidas e comoventes de usá-lo à medida que avançamos para o 100º episódio."

### Prêmios e indicações
| Ano  | Prêmio                             | Categoria                                | Nomeado(s) | Resultado | Ref.    |
| ---- | ---------------------------------- | ---------------------------------------- | --- | --------- | ------- |
| 2018 | Golden Tomato Awards               | Best-reviewed Superhero TV Show          | The Flash | [ 127 ]   |         |
| 2019 | Kids' Choice Awards                | Favorite Male TV Star                    | Grant Gustin | Indicado  | [ 128 ] |
| 2019 | Kids' Choice Awards                | Favorite TV Drama                        | The Flash | Indicado  | [ 128 ] |
| 2019 | BMI Film, TV & Visual Media Awards | BMI Network Television Music Award       | Nathaniel Blume e Blake Neely | Venceu    | [ 129 ] |
| 2019 | Teen Choice Awards                 | Choice TV Show: Action                   | The Flash | Indicado  | [ 130 ] |
| 2019 | Teen Choice Awards                 | Choice TV Actor: Action                  | Grant Gustin | Indicado  | [ 130 ] |
| 2019 | Teen Choice Awards                 | Choice TV Actress: Action                | Candice Patton | Indicado  | [ 130 ] |
| 2019 | Teen Choice Awards                 | Choice TV Actress: Action                | Danielle Panabaker | Indicado  | [ 130 ] |
| 2019 | Teen Choice Awards                 | Choice TV Villain                        | Sarah Carter | Indicado  | [ 130 ] |
| 2019 | Saturn Awards                      | Best Superhero Television Series         | The Flash | Indicado  | [ 131 ] |
| 2019 | Saturn Awards                      | Best Actor on a Television Series        | Grant Gustin | Indicado  | [ 131 ] |
| 2019 | Saturn Awards                      | Best Actress on a Television Series      | Candice Patton | Indicado  | [ 131 ] |
| 2019 | People's Choice Awards             | The Sci-Fi/Fantasy Show of 2019          | The Flash | Indicado  | [ 132 ] |
| 2020 | Leo Awards                         | Best Visual Effects in a Dramatic Series | Armen V. Kevorkian, Josh Spivack, Andranik Taranyan, Shirak Agresta, and Marc Lougee (pelo episódio "King Shark vs. Gorilla Grodd") | Venceu    | [ 133 ] |